# Alpinia strobilacea
Alpinia strobilacea är en enhjärtbladig växtart som beskrevs av Karl Moritz Schumann. Alpinia strobilacea ingår i släktet Alpinia och familjen Zingiberaceae. Inga underarter finns listade i Catalogue of Life.